# Parakeldyshita
La parakeldyshita és un mineral de la classe dels silicats. Rep el seu nom per la seva semblança amb la keldyshita.

## Característiques
La parakeldyshita és un silicat de fórmula química Na₂ZrSi₂O₇. Cristal·litza en el sistema triclínic. La seva duresa a l'escala de Mohs es troba entre 5,5 i 6.
Segons la classificació de Nickel-Strunz, la parakeldyshita pertany a «09.BC: Estructures de sorosilicats (dímers), grups Si₂O₇, sense anions no tetraèdrics; cations en coordinació octaèdrica [6] i major coordinació» juntament amb els següents minerals: gittinsita, keiviïta-(Y), keiviïta-(Yb), thortveitita, itrialita-(Y), keldyshita, khibinskita, rankinita, barisilita, edgarbaileyita, kristiansenita i percleveïta-(Ce).

## Formació i jaciments
Va ser descrita gràcies a les motres obtingudes al mont Al·luaiv (massís de Lovozero) i a la mina de molibdè del mont Takhtarvumchorr (massís de Khibini), tots dos indrets a l'óblast de Múrmansk, a Rússia. També ha estat descrita al Canadà, a Noruega, a Sud-àfrica i als Estats Units.